# Ateljébyggnaden vid Kungsträdgården

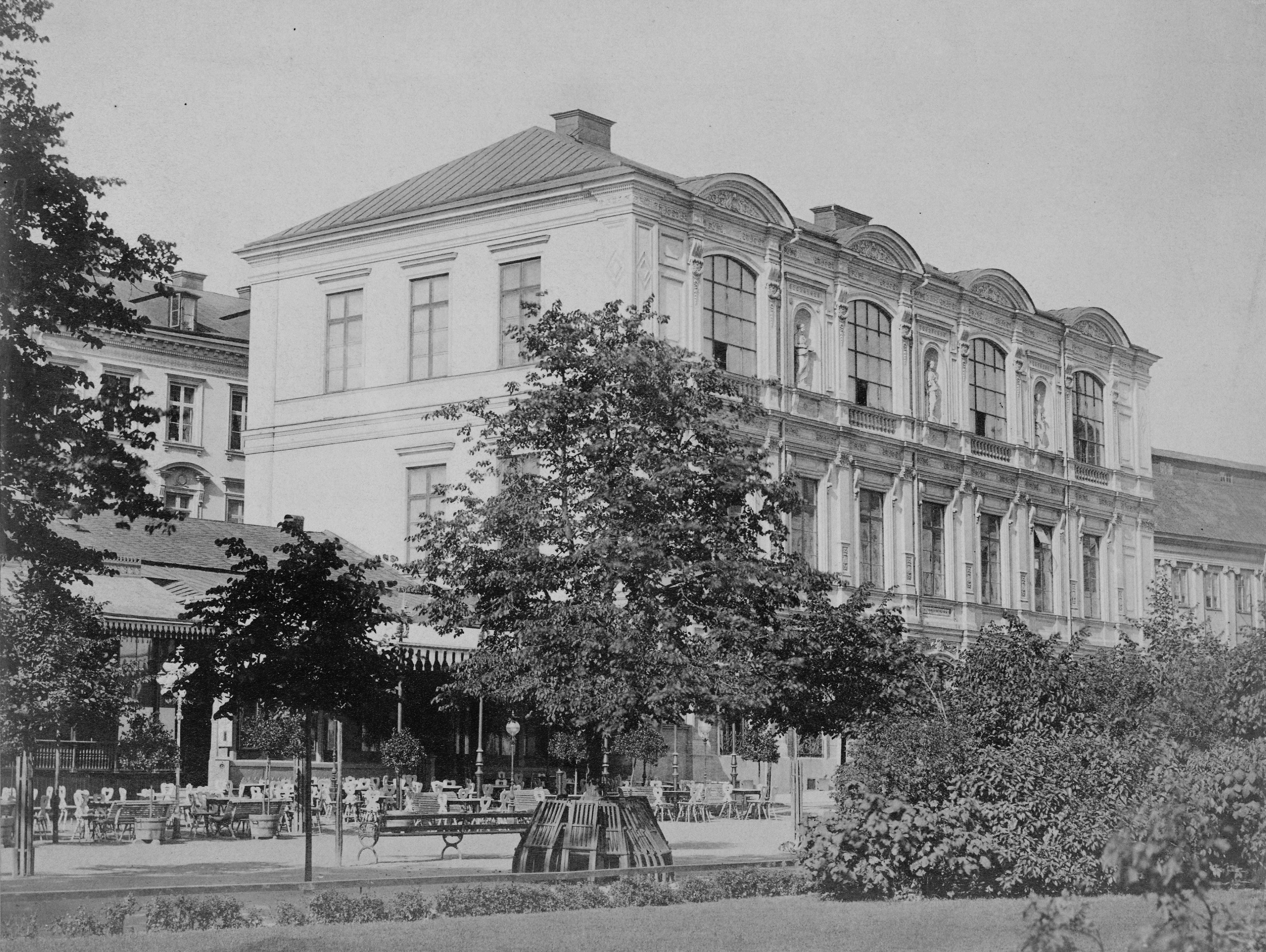
Ateljébyggnaden kring sekelskiftet 1900.

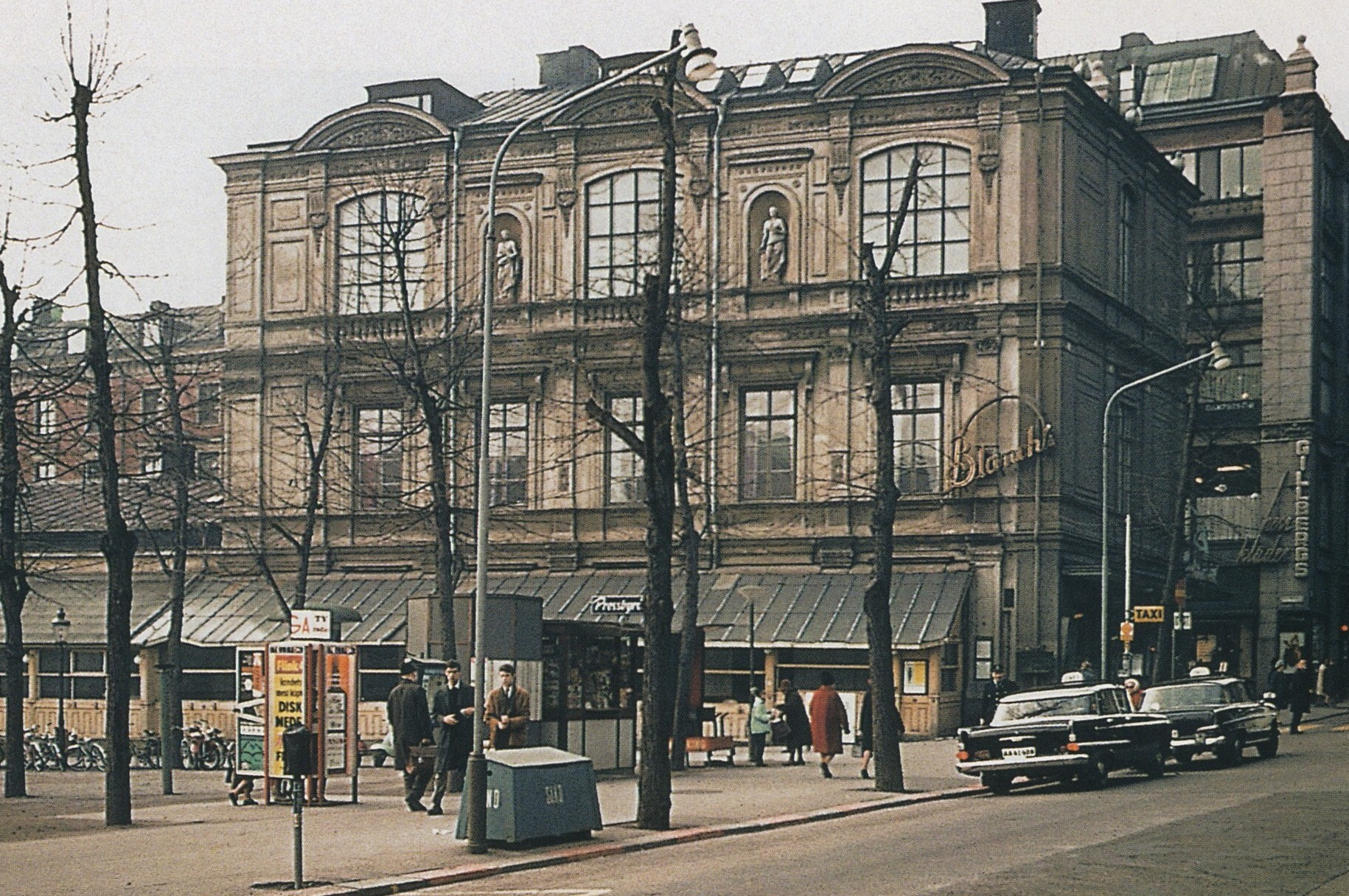
Den kortade Ateljébyggnaden 1964

Ateljébyggnaden var en utställnings- och ateljébyggnad som uppfördes vid Kungsträdgården i Stockholm 1868. Byggnaden inrymde även Blanchs café. Huset revs 1965 i samband med Norrmalmsregleringen. På dess plats står idag Sverigehuset.
Konstföreningen och eleverna vid Konstakademin brottades under förra delen av 1800-talet med betydande lokalproblem.  Kronprins  Oscar hade ställt lokaler i Arvfurstens palats till konstföreningens förfogande, men 1852 tvingades man flytta till Konstakademien och utrymmesbristen blev överhängande. 1864 fattades därför beslutet om att uppföra en Atelierbyggnad som skulle innehålla utställningslokaler för konstföreningen samt ateljéer för konstnärer. Överintendenten Fritz von Dardel var en av de drivande i frågan och lyckades övertala finansministern Johan August Gripenstedt om regeringens stöd och visst statligt bidrag. Konstföreningens Atelierbyggnadsbolag bildades för att ansvara för byggnadens ekonomi och administration. Arkitekten Albert Törnqvist vid Överintendentsämbetet utformade ritningarna för byggnaden som skulle ligga på en tomt vid hörnet av Karl XIII:s torg (nuvarande  Kungsträdgården) och Västra Trädgårdsgatan. Valet av plats var dock kontroversiellt och 1866 gjordes försök i stadsfullmäktige att stoppa bygget då den för tiden höga byggnaden skulle ha en ”störande inverkan på utseendet av denna huvudstadens mest besökta promenadplats”. Trots detta stod den grågulputsade byggnaden med fasader i fransk nyrenässans färdig 1868.
Konstföreningens utställningslokal låg en trappa upp och högst upp i huset fanns ateljéerna belysta av fyra stora stickbågiga ateljéfönster. I bottenvåningen öppnade Theodor Blanch sitt berömda Blanchs café där man anordnade aftonkonserter och där hovmästarna för första gången i Sverige ikläddes frack och vit halsduk. I bottenvåningen fanns även en konsthandel. Blanchs café blev 1878 platsen för stockholmspremiären för det elektriska ljuset. I anslutning till byggnaden, utmed Västra trädgårdsgatan uppfördes 1878 en lägre byggnad för Blancheteatern. Denna kom 1883 att ersättas av Blanchs konstsalong som snart blev en viktig "neutral" plats för olika konstgrupper och där hade både Konstakademien och Konstnärsförbundet (som motsatte sig akademien) utställningar. Salongen är mest känd för de båda utställningarna "Från Seinens strand" och "Opponenternas utställning" som ändrade svenskt konstliv 1885. Från 1915 var lokalen åter teater.
Fastigheten löstes in av staten 1918. Tanken var att byggnaden skulle rymma Överintendetsämbetet/Byggnadsstyrelsen samt delar av Krigsarkivet och regeringsrätten. Så blev dock inte fallet då lokalerna inte befanns lämpliga och det tidigare verksamheterna kunde fortsätta. I mitten av 1900-talet kortades byggnaden till tre ateljéfönster i samband med en breddning av Hamngatan. En andra breddning skedde i samband med Norrmalmsregleringen och 1965 revs slutligen byggnaden. På dess plats uppfördes Sverigehuset 1966-69.

## Bilder

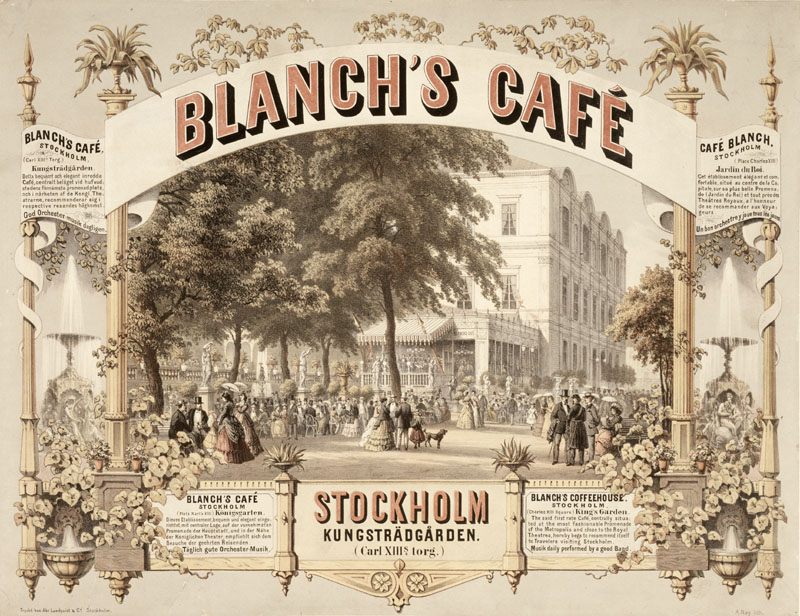
Affisch för Blanchs café
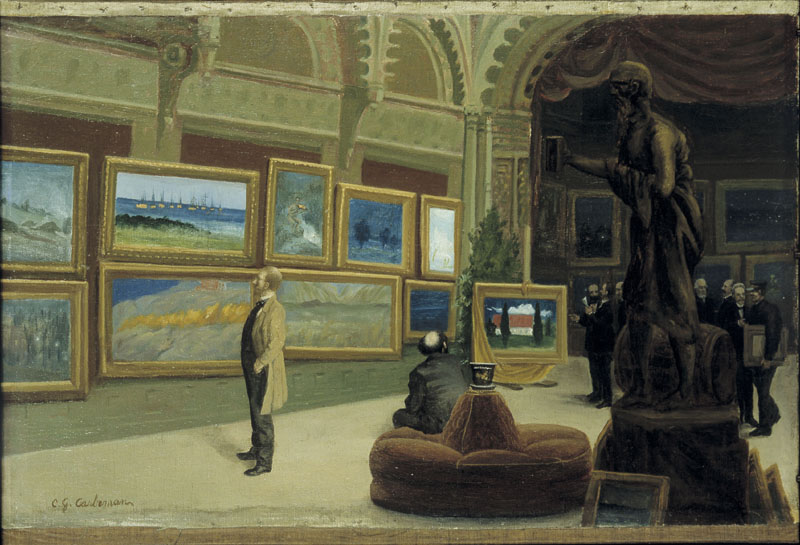
Blanchs konstsalong enligt Gustaf Carleman
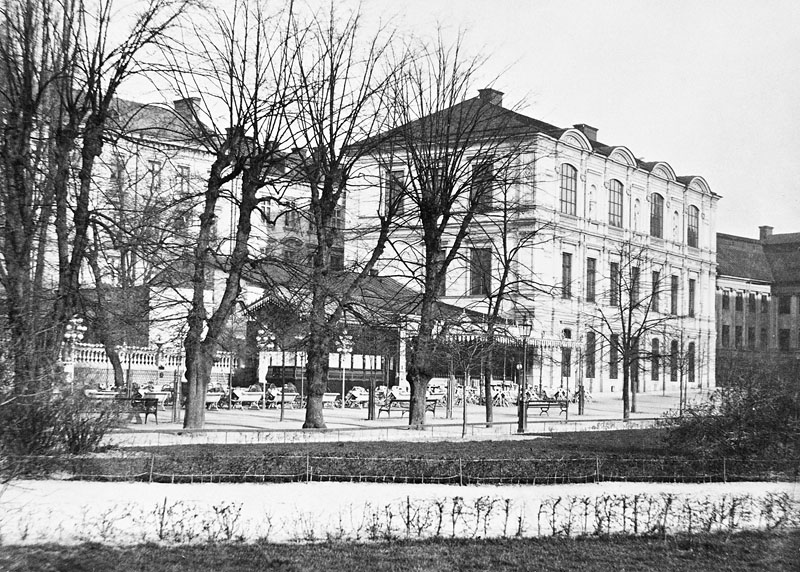